# Mashi
El mashi és la llengua bantu central que parlen els mashis (79.000 segosn el joshuaproject) de Zàmbia, Angola i Namíbia.

## Família lingüística
Guthrie va assignar el mashi al grup K.30 de les llengües bantus tot i que Pfouts (2003) va establir que formava part de la branca Kavango-Sud-oest del bantu.
L'ethnologue, però, la situa com una llengua luyana juntament amb el luyana, el mbowe, el kwangali, el diriku, el mbukushu i el simaa.

## Geolingüística i dialectes
A Zàmbia del soshi es parla al sud-oest de la Província de l'Oest. Els 18800 mashis (2010) que hi viuen parlen els dialectes mashi, kwandu septentrional i kwandu meridional. Els 2.630 moshis (2000) d'Angola viuen a la província de Cuando Cubango, a l'est del país i parlen els mateixos dialectes que els de Zàmbia. En aquest país, el mashi també rep els noms de kamaxi i de masi. Els 200 mashis (2006) que viuen a Caprivi Oriental utilitzen el yeyi com a segona llengua.

## Sociolingüística i ús de la llengua
A Zàmbia el mashi és una llengua que té un ús vigorós (6a). No està estandarditzada però és parlada per persones de totes les edats tant a la llar com a nivell de la comunitat. A Angola és una llengau desenvolupada (EGIDS 5), ja que en aquest país s'ha estandarditzat, encara que no és del tot sostenible. A Namíbia, però el mashi està amenaçat (EGIDS 6b). El 2011 va desenvolupar la llengua escrita en alfabet llatí. El 2013 s'hi van traduir fragments de la Bíblia. Els mashis són nòmades.